# Pedro Oldoni
Pedro Henrique Oldoni do Nascimento, mit Kurznamen Pedro Oldoni (* 26. September 1985 in Pato Branco), ist ein ehemaliger brasilianischer Fußballspieler.

## Karriere
Oldoni begann seine Vereinsfußball in der Nachwuchsabteilung von Athletico Paranaense. Heir wurde er 2005 in den Profikader aufgenommen und bliebe bis zum Sommer 2012. Während dieser Zeit wurde er an eine Reihe von brasilianische bzw. ausländische Vereine ausgeliehen. Im Frühjahr 2013 verließ er Paranaense Richtung EC Vitória.
Zur Rückrunde der Saison 2013/14 wechselte er in die türkische Süper Lig zu Sivasspor. Für die Saison 2014/15 wurde er an Associação Portuguesa de Desportos ausgeliehen. Bis zu seinem Karriereende 2018 tingelte er durch unterklassige Klubs seiner Heimat, außer im zweiten Halbjahr 2017, da tauchte er noch mal in der zweiten spanischen Liga bei CD El Ejido auf.